# アフガニスタン北部地震
アフガニスタン北部地震（アフガニスタンほくぶじしん）は、2002年3月3日と3月25日にアフガニスタン北部のヒンドゥークシュ山脈で起こった地震である。

## 3月3日の地震
2002年3月3日12時8分19秒UTCにアフガニスタン北部バダフシャーン州の都市フェイザーバード(Fayzabad)の南65km、北緯36.50度東経70.48度の深さ225kmを震源とするMw7.4の地震が発生した。。166人以上が亡くなった。揺れはパキスタン、タジキスタン、ウズベキスタン、キルギスタン、カザフスタン、インドなど、広い範囲で感じられた。

## 3月25日の地震
同年3月25日14時56分33秒UTC、今度はフェイザーバードの南西160km、バグラーン州北東部、北緯36.06度東経69.31度の深さ8kmを震源とするMw6.1の地震が発生した。1000人以上が亡くなり、3月3日の地震よりも被害が拡大した。